# Epilobium brachycarpum
Epilobium brachycarpum är en dunörtsväxtart som beskrevs av Presl. Epilobium brachycarpum ingår i släktet dunörter, och familjen dunörtsväxter. Inga underarter finns listade i Catalogue of Life.